# 緒川怜
緒川 怜（おがわ さとし、1957年 -）は、日本の小説家・推理作家。東京都生まれ。東京外国語大学卒業。
大学卒業後、共同通信社勤務。2007年、航空パニック小説『霧のソレア』（応募時のタイトルは『滑走路34』）で光文シエラザード文化財団主催の第11回日本ミステリー文学大賞新人賞を受賞。2008年、同作でデビュー。

## 作品
- 霧のソレア（2008年3月 光文社 / 2010年3月 光文社文庫）
- 特命捜査（2009年8月 光文社 / 2012年12月 光文社文庫）
- サンザシの丘（2010年5月 光文社 / 2012年3月 光文社文庫）
- 冤罪死刑（2013年1月 講談社 / 2013年10月 講談社文庫）
- 迷宮捜査（2014年1月 光文社 / 2015年4月 光文社文庫）
- ストールン・チャイルド（2015年8月 光文社）
  - 【改題】ストールン・チャイルド 秘密捜査（2018年1月 光文社文庫）
- 誘拐捜査（2017年2月 光文社 / 2019年10月 光文社文庫）

## 映像化作品
テレビドラマ
- 冤罪死刑（2013年11月23日、テレビ朝日系「土曜ワイド劇場」、監督：橋本一、主演：椎名桔平）
- 迷宮捜査（2015年5月10日、テレビ朝日系「日曜エンターテインメント」、監督：藤田明二、主演：反町隆史）